# 방생

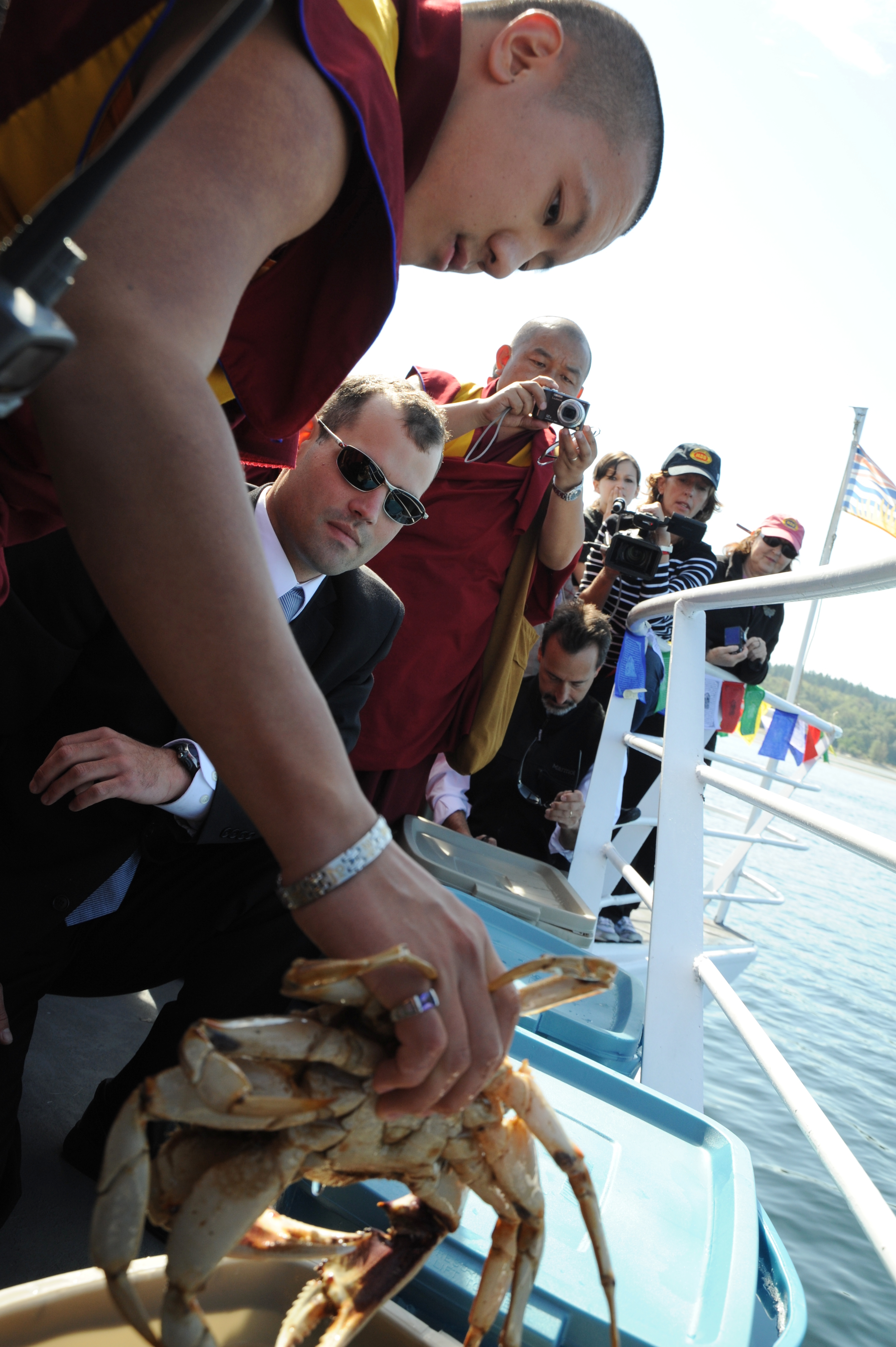

방생(放生)은 도살될 운명인 경우 생명을 구하려는 의도로 인간에 의해 잡힌 동물을 풀어주는 불교 관행이다. 이러한 실천은 테라바다(Theravada), 대승(Mahayana), 바즈라야나(Vajrayana) 등 모든 불교 종파에서 수행된다. 티베트 불교에서는 "체타르(Tsethar)"로 알려져 있다.
현대 환경보호 지식이 대중화되면서 연구자와 일부 종교계 구성원들은 부적절한 방생이 생태 환경을 손상시키고 침입종을 유발하며 환경에 적응하지 못한 방생된 동물의 죽음으로 이어질 수 있다는 사실을 깨닫기 시작했다. 부적절한 방생으로 인한 피해를 피하기 위해 불교에서는 채식이 가장 좋은 방법이라고 주장한다.

## 같이 보기
- 오계